# Neoperla bom
Neoperla bom är en bäcksländeart som beskrevs av Peter Zwick 1986. Neoperla bom ingår i släktet Neoperla och familjen jättebäcksländor. Inga underarter finns listade i Catalogue of Life.